# Du und keine andere
Du und keine andere (Originaltitel: Dream Wife) ist der Titel einer romantischen Filmkomödie aus dem Jahr 1953. Es ist der erste Film, in dem Cary Grant und Deborah Kerr zusammen die Hauptrollen spielen. Er wurde in Schwarz-Weiß gedreht, im Verleih von MGM.

## Handlung
Clemsen Read ist ein sehr erfolgreicher Geschäftsmann und mit Priscilla „Effie“ Effington verlobt.
Clem ist ein Macho, der seine Frau am liebsten zuhause sieht, beschäftigt mit den drei „Ks“: Küche, Kehren, Kinderkriegen. Effie hingegen entspricht so gar nicht seinem Ideal, sie ist eine emanzipierte Frau, von Beruf Öl-Managerin im State-Department.
Clem ist auf einer Geschäftsreise durch den mittleren Osten nach Bukistan (ein Fantasiestaat), wo er eine Bewässerungsanlage verkaufen will. Er trifft dort den Premierminister Khan, der ihm seine Tochter Tarji zur Frau geben würde. Sie ist so recht nach seinem Geschmack. Sie sei – so erfährt er – dazu erzogen, ihrem Mann zu gehorchen und zu gefallen, also aus seiner Sicht ein Dream-Wife. Clem verzichtet dennoch schweren Herzens: Noch ist er mit Effie liiert.
Nach Hause zurückgekehrt, möchte Clem den Hochzeitstermin festsetzen. Doch Effie steht der Kopf zurzeit nicht nach Heirat. Es droht eine Ölkrise, ihr Einsatz ist gefragt, und an Heirat ist vorerst nicht zu denken.
Clem löst daraufhin die Verlobung und wendet sich wieder Tarji zu. Er lädt sie nach Amerika ein und macht ihr einen Heiratsantrag. Doch aus den privaten Bindungen wird eine politische Angelegenheit. Die USA beziehen Öl aus Bukistan und wollen die Beziehungen nicht durch irgendwelche Fehler Reads in Frage stellen.
Clem soll ein Berater zur Seite gestellt werden, der auf die Einhaltung der strengen bukistanischen Gesetze in Bezug auf körperliche Kontakte achtet. Und die Wahl fällt ausgerechnet auf Effie, die sich bald als Spielverderberin entpuppt. Sie stößt bei Tarji allerdings auf offene Ohren, als sie ihr von der modernen amerikanischen Frau erzählt – selbständig und frei. Denn Tarji ist nur nach Amerika gekommen, um auch so leben zu können und nicht mehr unter der Fuchtel ihres Vaters zu stehen.
Clem sieht seine Felle davonschwimmen, merkt aber auch, dass er seine Einstellung zu Frauen ändern muss, und eigentlich ist Effie ja doch eine Traumfrau.

## Kritiken
Der Film hatte bei seinem Erscheinen keine guten Kritiken. Der Hollywood Reporter fand, das Endresultat bliebe weit hinter den Erwartungen bezüglich des Films zurück. Newsweek hingegen sprach von einer ungleichen Mischung aus elegantem Humor und ausgemachten Slapstick-Momenten, gerade ein bisschen mehr als eine mittelmäßig amüsante Komödie.
Auch in späteren Jahrzehnten waren Kritiker nur selten angetan, sodass der Film oft als eine der schwächeren Komödien mit Cary Grant bezeichnet wird. So schrieb der All Movie Guide, dass die Prämisse des Films bereits 1953 müde wirkte und aus heutiger Sicht veraltet sei. Es fehle ein „solides Drehbuch und gute Regie“, so sei sich der unerfahrene Regisseur Sheldon offenbar unsicher gewesen, in welchem Ton er seine Geschichte erzählen solle. Grant „überspielt seine Rolle in einer Art, die für diesen normalerweise exzellenten Komödianten höchst ungewöhnlich ist.“ Er und Deborah Kerr würden zwar durchaus Chemie aufweisen, die meiste Zeit würden sich ihre Figuren aber nur streiten. Positiv hebt der All Movie Guide einige Nebenaspekte wie Walter Pidgeons Schauspiel und die Kostüme von Helen Rose hervor.
Der Filmdienst schrieb: „Gleichberechtigung als Thema einer unverbindlichen Komödie mit amüsanten Darstellern.“

## Oscar-Nominierung
Helen Rose und Herschel McCoy wurden in der Kategorie „Bestes Kostümdesign“ nominiert, bekamen ihn 1954 aber nicht.

## Quelle
- Geoffrey Wansell: Cary Grant, Die Karriere eines perfekten Gentlemans, Gremese 1996